# Corona di Boemia
Col termine di Corona di Boemia (o anche Terre della Corona di Boemia, talvolta indicata anche come Terre della Corona di San Venceslao o Terre ceche) si indicano storicamente l'insieme dei territori che sin dall'epoca medievale furono soggetti all'autorità dei re di Boemia (1348 al 1918) come vassalli.
Le terre della corona consistevano essenzialmente nel Regno di Boemia, elevato a principato elettorale del Sacro Romano Impero con la Bolla d'Oro del 1356, nel Margraviato di Moravia, nei ducati della Slesia e nella Lusazia (marca di Lusazia), oltre ad altri territori minori.
Il governo della Corona regni Bohemiae venne legalmente stabilito da Carlo IV del Lussemburgo il 7 aprile 1348 con la fondazione derivata dalle terre originariamente governate dalla dinastia dei Premislidi. Tutte queste terre riunite insieme sotto un'unica entità statale facevano capo simbolicamente alla Corona di San Venceslao. Sotto il governo di Ferdinando I dal 1526, le terre della Corona di Boemia divennero parte del Sacro Romano Impero e poi dei territori della Monarchia asburgica e quando passarono all'Impero austriaco e infine della Cisleitania quando l'impero mutò in austro-ungarico. Con la Dichiarazione d'indipendenza cecoslovacca del 1918, le restanti parti delle terre ceche divennero parte della Prima Repubblica Cecoslovacca.
La Corona di Boemia non fu né un'unione personale né una federazione di stati membri. Essa fu piuttosto un regno che comprendeva altri stati costituenti il medesimo regno. L'unica cosa che essi avevano tutti in comune era il sovrano, in particolare con la centralizzazione della Monarchia asburgica sotto l'imperatrice Maria Teresa d'Austria nel XVIII secolo. La più importante delle istituzioni creata nel regno fu la Cancelleria di Corte Boema che venne unita definitivamente alla Cancelleria Imperiale Austriaca dal 1749 (venendo anche fisicamente trasferita a Vienna).

## Nome
Le Terre della Corona di Boemia (in latino: Corona regni Bohemiae) sono chiamate anche země Koruny české o semplicemente Koruna česká (Corona di Bohemia o Corona boema) e České země (Terre ceche) in lingua ceca, dove l'aggettivo český si riferisce sia ai "boemi" sia ai "cechi". Il termine tedesco di Länder der Böhmischen Krone veniva talvolta abbreviato in Böhmische Krone o Böhmische Kronländer. Talvolta tali terre erano indicate col nome di Terre della Corona di San Venceslao (země Koruny svatováclavské) in riferimento alla Corona di San Venceslao, parte delle regalia dei monarchi boemi.

## Storia

### Casata dei Přemyslidi
Nel X e XI secolo il Ducato di Boemia, assieme alla Moravia (Margraviato di Moravia dal 1182 in poi) e la Terra di Kłodzko vennero consolidate sotto il governo della dinastia dei Přemyslidi.
Il duca Ottocaro I di Boemia ottenne il titolo ereditario di duca di Boemia nel 1198, dall'anti-re tedesco Filippo di Svevia in cambio del suo supporto militare. Assieme al titolo, Filippo elevò inoltre il ducato al rango di regno. La legalità di tale atto venne poi confermata dal nipote di Filippo, il re di Germania Federico II, poi imperatore del Sacro Romano Impero (1220−1250), con la bolla d'Oro di Sicilia emessa nel 1212.
Il re přemyslide Ottocaro II di Boemia acquisì il ducato d'Austria nel 1251, il ducato di Stiria nel 1261, la Egerland nel 1266, il ducato di Carinzia con la marca di Carniola e la marca vindica nel 1269 come del resto la marca del Friuli nel 1272. I suoi piani di trasformare la Boemia in un vero e proprio stato imperiale vennero in ogni modo stroncati dal suo rivale, re Rodolfo I di Germania, che attaccò queste sue nuove acquisizioni e infine lo sconfisse nel 1278 nella Battaglia di Marchfeld.

### Casata di Lussemburgo
Nel 1306 la Casa di Lussemburgo succedette ai re di Boemia dopo l'estinzione della casata dei Přemyslidi. Essi ampliarono di molto le terre boeme, in particolare quando re Giovanni il Cieco rese vassalli gran parte dei duchi Piast di Slesia. La sua sovranità venne riconosciuta anche dal re di Polonia, Casimiro III il Grande nel 1335 col Trattato di Trentschin. Giovanni ottenne in feudo anche le terre dell'Alta Lusazia e di Bautzen (1319) con Görlitz (1329), dal re tedesco Ludovico IV.

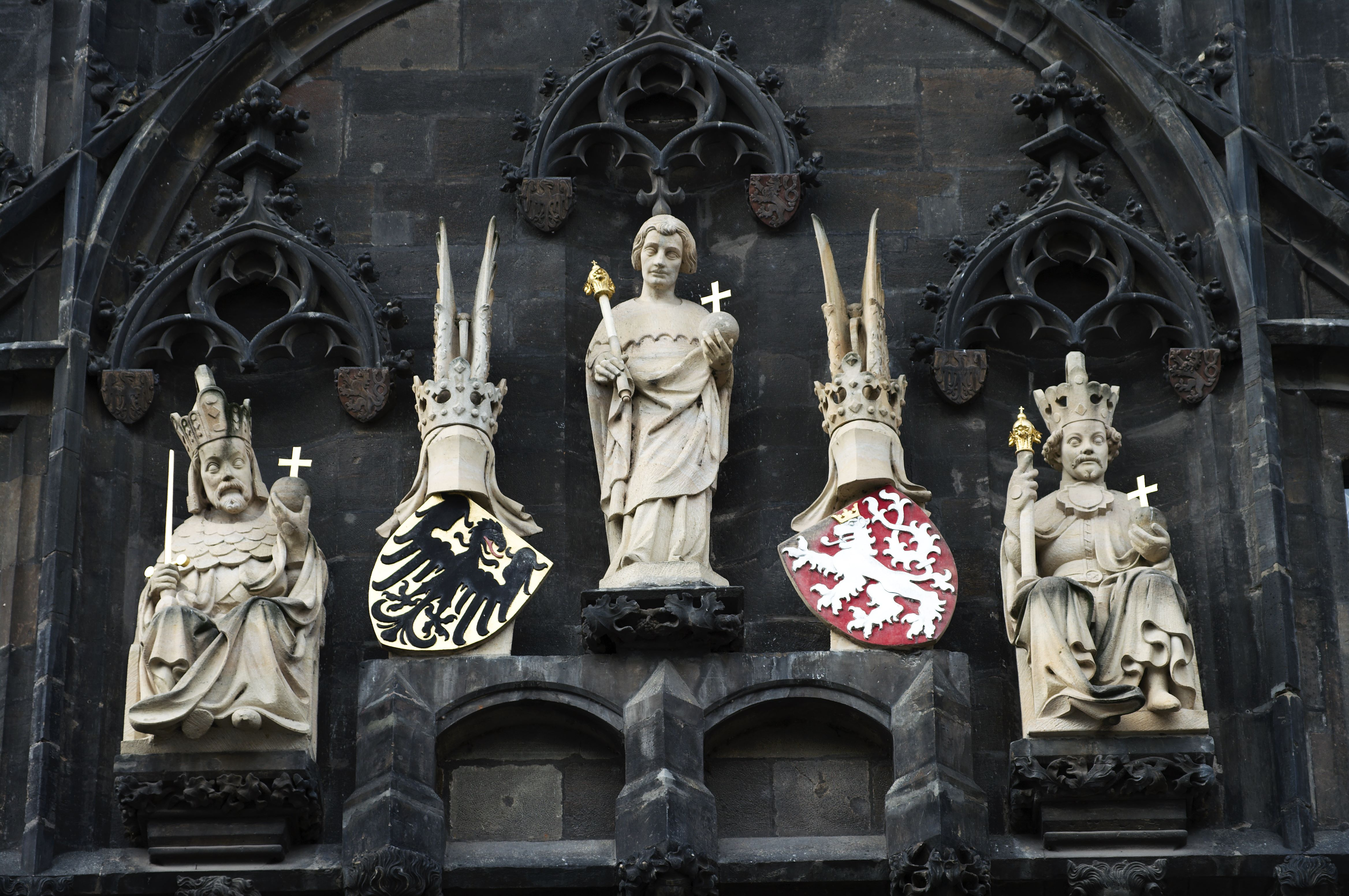
Stemma del Sacro Romano Impero e della Corona di Boemia sulla Torre del Ponte Carlo di Praga

Il primogenito di Giovanni, Carlo IV venne eletto re dei Romani nel 1346 e succedette a suo padre come re di Boemia in quello stesso anno. Carlo IV creò la Corona di Boemia con le provincie da lui incorporate nel 1348. La dinastia del Lussemburgo raggiunse il proprio culmine quando Carlo venne incoronato imperatore del Sacro Romano Impero nel 1355. Grazie alla sua autorità imperiale, egli decretò l'unione delle terre boeme alla corona imperiale, rimanendovi anche qualora la dinastia del Lussemburgo si fosse estinta.
Nel 1367 egli acquisì anche la Bassa Lusazia (marca di Lusazia) dal figlio adottivo, il margravio Ottone V di Brandeburgo e il Margraviato di Brandeburgo. Oltre alla nativa Contea di Lussemburgo, la dinastia possedeva una serie di feudi imperiali non contigui nei Paesi Bassi tra cui il Ducato di Brabante e il Ducato di Limburg, acquisiti per matrimonio dal fratello minore di Carlo, Venceslao di Lussemburgo nel 1355; nel 1373 venne acquistato il Margraviato di Brandeburgo. Come re di Boemia e margravi di Brandeburgo vennero designati tra i principi elettori della Bolla d'Oro del 1356, avendo così due voti nel collegi elettorale, potendo così assicurarsi l'elezione del figlio di Carlo, Venceslao nel 1376.
Con re Venceslao ebbe inizio il declino della dinastia dei Lussemburgo. Venne deposto dal trono di re dei Romani nel 1400. I ducati di Brabante, Limburg (nel 1406) e Lussemburgo (1411) vennero ceduti alla casata francese dei Valois-Borgogna; il Margraviato di Brandeburgo passò agli Hohenzollern (nel 1415). Il governo congiunto delle terre boeme superò le Guerre hussite e l'estinzione della linea maschile della casata di Lussemburgo dopo la morte dell'imperatore Sigismondo del Sacro Romano Impero nel 1437.

### Casata degli Jagelloni
Ladislao II della dinastia degli Jagelloni, figlio del re polacco Casimiro IV, venne designato re di Boemia nel 1471, mentre le terre della corona di Moravia, Slesia e Lusazia vennero occupati dal suo rivale alla corona ungherese, Mattia Corvino. Nel 1479 entrambi i sovrani siglarono il Trattato di Olomouc con il quale tutte le terre della monarchia boema vennero riunite in un solo stato. Alla morte di re Mattia nel 1490, Ladislao governò le terre della Boemia e il Regno d'Ungheria in unione personale.

### Casata degli Asburgo

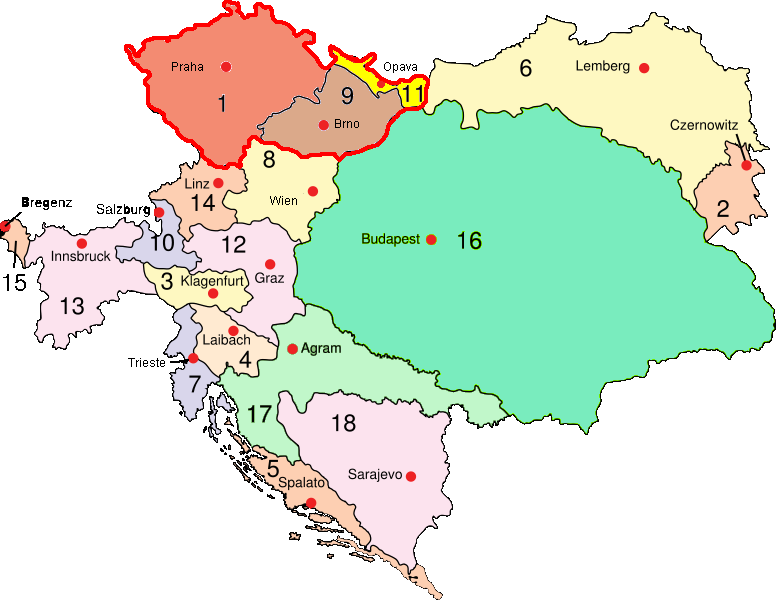
Le terre della Corona di Boemia nell'Austria-Ungheria (1910)

Quando l'unico figlio di Ladislao, Luigi venne ucciso nella Battaglia di Mohács nel 1526 ponendo così fine al governo degli Jagelloni in Boemia, venne siglata una convenzione tra i nobili boemi e suo cognato, l'arciduca asburgico Ferdinando I d'Austria che venne eletto quale nuovo sovrano delle terre boeme. Assieme all'Arciducato d'Austria e al regno ungherese, le terre della corona boema andarono a costituire la Monarchia Asburgica che seguì quindi le sorte dell'Impero nei successivi secoli di storia. Nel periodo della riforma protestante vennero fatti dei tentativi di costituire una confederazione autonoma rispetto all'Impero in Boemia ma questi vennero a sfumare nel 1620 con la sconfitta dei protestanti e dei ribelli nella Battaglia della Montagna Bianca, fatto che consentì a Vienna di centralizzare ulteriormente l'amministrazione dello stato. Successivamente, gli Asburgo persero la Lusazia a favore dell'Elettorato di Sassonia nel 1635 con la firma della Pace di Praga, e gran parte della Slesia con Kladsko a favore di re Federico II di Prussia nel 1742 col Trattato di Breslau.
Nell'epoca moderna, le restanti terre della corona di Boemia, Moravia e Slesia austriaca divennero parte costituente dell'Impero austriaco nel 1804, e successivamente della Cisleitania nell'Impero austro-ungarico dal 1867.
Dopo la prima guerra mondiale e la dissoluzione della monarchia austro-ungarica, queste stesse terre divennero note col termine storico di Terre ceche e andarono a costituire il nucleo principale della Repubblica Ceca. La Slesia austriaca con la Regione di Hlučín sono attualmente note col nome di Slesia ceca, con l'eccezione della Slesia Cieszyn che è passata nel territorio della Seconda Repubblica Polacca dal 1920.

## Le terre della corona di Boemia
| Stemma | Terra                          | Mappa | Capitale         | Gruppi etnici               | Religione                                                                           | Commento |
| ------ | ------------------------------ | ----- | ---------------- | --------------------------- | ----------------------------------------------------------------------------------- | --- |
|        | Regno di Boemia                |       | Praga            | Boemi (cechi) e tedeschi    | Cattolicesimo, Hussiti (XV-XVII secolo), Anabattisti (XV-XVII secolo), Luteranesimo | Elettorato del Sacro Romano Impero |
|        | Margraviato di Moravia         |       | Brno, Olomouc    | Moravi, tedeschi            | Cattolicesimo, Hussiti (XV-XVII secolo), Anabattisti (XV-XVII secolo), Luteranesimo | Acquisito dai Přemyslidi |
|        | Ducati di Slesia               |       | Breslavia        | Tedeschi, moravi e polacchi | Cattolicesimo, Luteranesimo                                                         | Acquisiti dal 1335 col Trattato di Trenčín tra Giovanni I di Boemia e re Casimiro III di Polonia. La regina Maria Teresa d'Austria perse la Slesia nel 1742 a favore del re Federico II di Prussia col Trattato di Breslau, con l'eccezione della Slesia austriaca |
|        | Alta Lusazia                   |       | Bautzen, Görlitz | Tedeschi e sorbi            | Cattolicesimo, Luteranesimo                                                         | Incorporata da re Giovanni I di Boemia nel 1319 (Bautzen) e nel 1329 (Görlitz); Ferdinando II d'Asburgo perse la Lusazia a favore dell'Elettorato di Sassonia nel 1635 con la Pace di Praga                                                                        |
|        | Bassa Lusazia/Marca di Lusazia |       | Lübben           | Tedeschi e sorbi            | Luteranesimo                                                                        | Acquisita dal Carlo IV nel 1367; Ferdinando II d'Asburgo perse la Lusazia a favore dell'Elettorato di Sassonia nel 1635 con la Pace di Praga |

### Altri territori

Il Margraviato di Brandeburgo

- L'Elettorato di Brandeburgo, acquisito da Carlo IV dal margravio Ottone V nel 1373. Il figlio di Carlo, Sigismondo del Sacro Romano Impero perse il Brandeburgo nel 1415 in favore di Federico I di Brandeburgo.
- La parte settentrionale dell'Alto Palatinato ("Palatinato boemo") a Sulzbach, incorporata da Carlo IV nel 1355. Il figlio di Carlo, Venceslao, perse l'area nel 1401 in favore dell'Elettorato del Palatinato sotto re Roberto di Germania.

## Divisioni amministrative

Stemma delle Terre della Corona di Boemia (sino al 1635); in ordine orario da sinistra in alto: (scaccato) aquila di Moravia, aquila della Bassa Slesia, bue della Bassa Lusazia, aquila dell'Alta Slesia, muro dell'Alta Lusazia, sul tutto il leone boemo. Disegno di Hugo Gerard Ströhl (1851–1919).

Tra parentesi sono indicate le dizioni delle divisioni amministrative in tedesco.
| Kraje del Regno di Boemia - Bechyně (Beching) - Boleslav (Jung-Bunzlau) - Čáslav (Tschaslau) - Chrudim - Hradec Králové (Königgrätz) - Kladsko (Glatz) - Kouřim a Prague (Prag) - Litoměřice (Leitmeritz) - Loket (Elbogen) - Vltava (Moldau) - Plzeň (Pilsen) - Podbrdsko a Beroun (Beraun) - Prácheň a Písek - Rakovník (Rakonitz) - Slaný (Schlan) - Žatec (Saaz) | Kraje del Margraviato di Moravia - Brno (Brünn) - Hradiště (Ungarisch Hradisch) - Jihlava (Iglau) - Olomouc (Olmütz) - Přerov (Prerau) - Znojmo (Znaim) | Ducati della Slesia - Brzeg (Brieg) - Bytom (Beuthen) - Cieszyn (Teschen) - Głogów (Glogau) - Jawor (Jauer) - Legnica (Liegnitz) - Nysa (Neiße) - Oleśnica (Oels) - Opava (Troppau) - Opole (Oppeln) - Pszczyna (Pless) - Racibórz (Ratibor) - Ścinawa (Steinau) - Świdnica (Schweidnitz) - Breslavia (Breslau) - Żagań (Sagan) - Ziębice (Münsterberg) | Margraviato di Lusazia - Alta Lusazia a Bautzen - Bassa Lusazia a Lübben |